# حسن شیروانی
حسن شیروانی منتقد ایرانی است. وی از اعضای انجمن هنری خروس جنگی و صاحب امتیاز مجلهٔ خروس جنگی بود که در هر دو دورهٔ اول و دوم این مجله مقالات انتقادی می‌نوشت. وی همچنین پس از تعطیلی خروس جنگی همراه با جلیل ضیاءپور و غلامحسین غریب مجلهٔ کویر را منتشر می‌کنند. کویر دو شماره، یکی در سال ۱۳۳۰ و دیگری در سال ۱۳۳۱ منتشر شد.

## دیدگاه‌ها
وی بر این باور بود که بروز عقیده یا نظریهٔ هنری نو که بخواهد عقاید و نظریات گذشته را کنار زده و جایگزین آن شود، گو این‌که منطقی و صحیح باشد و ابرازکنندگان آن بر اثر تجارب کافی و دقیقی به آن رسیده باشند، چون برای مردم تازه و نامأنوس است همه آن را نمی‌پذیرند و تنها نوی قابل‌پذیرش است که مدافع آن منطقی قوی و استدلال صحیح داشته باشد. وی همچنین معتقد بود حتی هر نظریهٔ نو و هر عقیدهٔ هنری صحیحی که در عین حال منطقی و درست باشد و تمام عوامل و شرایط تکامل در آن دیده شود یعنی نظریه‌ای باشد که نظریات گذشتگان را کامل‌تر کرده باشد اگر برای مردم حتی دستهٔ خواص قابل قبول نباشد نمی‌تواند در یک جامعه مؤثر افتد.
به باور وی، اصول فرهنگی و هنری یک جامعه و پیشرفت یا عدم ترقی آن بدون شک مربوط به وضع اقتصادی است. وی در آن دوران بر این باور بود که هیچ‌گونه زمینهٔ مساعدی برای پیشرفت نظریات و عقاید تازه و نو هنری در ایران مهیا نیست و گلایه از این داشت که روشنفکران ایرانی از پیشروترین تئوری‌های اجتماعی جهان جانبداری می‌کنند ولی وقتی گفت‌وگو از پیشرفت فرهنگ و هنر پیش می‌آید به عللی با آن مخالفت می‌کنند و حال آن‌که با تغییر رژیم اقتصادی دگرگونی در فرهنگ جبری است و بدون شک زندگی تازه و نو به هنر جدید احتیاج دارد.
وی به شعر نیمایی انتقاد می‌کرد و معتقد بود این‌که هنر گذشته را با جزئی تغییر هنر نو می‌نامند و مثل آن شاعری که فرازهای قافیه‌دار شعر قدیم را به جای دو فراز در یک سطر زیر هم می‌نویسد و به خیال این‌که از قیود و قواعد اوزان عروضی قدیم خلاصی یافته خود را رهاشده می‌پندارد نباید توجه کرد. این‌ها به مفهوم هنر نو پی نبرده‌اند و به غلط خود را هنرمند و آثارشان را آثار هنری نو می‌نامند. وی همچون دیگر اعضای انجمن خروس جنگی به هنر متعهد منتقد بود و آن را سفارشی و دستوری می‌دانست. به باور وی مسئلهٔ اساسی زیبایی‌شناسی است و توجه یا عدم توجه اکثریت مردم نمی‌تواند دلیلی بر درست یا نادرست بودن یک اثر هنری یا نظریهٔ جدید باشد.

## پی‌نوشت
1. ↑  جواهری گیلانی، تاریخ تحلیلی شعر نو، ۱:‎ ۳۸۹.
2. ↑  جواهری گیلانی، تاریخ تحلیلی شعر نو، ۱:‎ ۴۵۴.
3. ↑  جواهری گیلانی، تاریخ تحلیلی شعر نو، ۱:‎ ۳۸۹.
4. ↑  جواهری گیلانی، تاریخ تحلیلی شعر نو، ۱:‎ ۴۶۶.
5. ↑  جواهری گیلانی، تاریخ تحلیلی شعر نو، ۱:‎ ۴۵۴.
6. ↑  جواهری گیلانی، تاریخ تحلیلی شعر نو، ۱:‎ ۴۵۴.
7. ↑  جواهری گیلانی، تاریخ تحلیلی شعر نو، ۱:‎ ۴۵۴.
8. ↑  جواهری گیلانی، تاریخ تحلیلی شعر نو، ۱:‎ ۴۵۵.